# ويليام كاري كول
ويليام كاري كول (بالإنجليزية: William Carey Cole)‏ هو ضابط أمريكي، ولد في 23 أغسطس 1868 في شيكاغو في الولايات المتحدة، وتوفي في 28 مايو 1935 في فاليجو في الولايات المتحدة.